# سیارک ۱۲۹۱۹
سیارک ۱۲۹۱۹ (به انگلیسی: 12919 Tomjohnson، نامگذاری:1998VB6)۱۲۹۱۹مین سیارک کشف شده‌است که در ۱۱ نوامبر ۱۹۹۸ کشف شد.